# メティン・オクタイ
メティン・オクタイ（トルコ語: Metin Oktay、1936年2月2日 - 1991年9月13日）は、トルコの元サッカー選手。元トルコ代表。ポジションはFW。
選手初年度から5年連続で地域リーグの得点王に輝き、その翌年に発足したトルコ全国1部リーグでも3年連続、合計6回得点王に輝いたトルコサッカー史に残るストライカーである。サッカー選手としての殆どをガラタサライで過ごし、1966-67シーズンを除く13シーズンではクラブで一番の点取り屋であったが、リーグ制覇は4回に止まったため、ガラタサライのファンからは無冠の帝王（Taçsız Kral）と呼ばれていた。

## クラブ歴
1936年2月2日、イズミル県カルスヤカの生まれ。父は工場労働者、母は主婦であった。
1952年にダムラツクスポル、翌年にユン・メンスカトに所属した。1954年にアンダー代表に招集されると、同年にイズミルスポルに完全移籍し選手となった。選手初年度からイズミル・フットゥボル・リギで17得点を記録しリーグ得点王に輝いた。
翌1955年にギュンデュズ・クルチの誘いでイスタンブル・フットゥボル・リギ所属のガラタサライに完全移籍。19歳ながらシボレーの車と引き換えに5年契約を締結した。初年度から19得点をあげて得点王に輝くと、その後リーグ解消までの4年間得点王で在り続けた。1959年に全国リーグが発足してもそれは変わらなかった。1960年にはクラブ史上初の大型契約で契約更新、これと引き換えに彼は、イズミルスポルに戻ってプレーしてほしかった妻と離婚した。同年12月のフェネルバフチェSK戦では4得点を記録し5-0の大勝の立役者になると、ライバル相手に大勝を齎した彼に対して専用の応援歌が作られ、さらに現役であるにも関わらず半生を辿る映画まで作られた。
1961-62シーズンにはUSチッタ・ディ・パレルモに在籍したが、12試合3得点と揮わず、1シーズンでガラタサライに帰還した。
復帰した1962-63シーズンも得点王となったが、翌シーズンはイタリア時代を除くと初めて得点王を逃した。それでも翌1964-65シーズンに再び得点王に輝いた。1966-67シーズンにはクラブ内の得点王もアイハン・エルマスタショールに譲ったが、1968-69シーズンに再びリーグ得点王に輝いた。この全国リーグ6回目、累計11回目の得点王の獲得とともに引退した。
選手としては全国1部だけで累計217得点を記録し、この記録はタンジュ・チョラクが破るまで史上最多記録であった。また、ダービーマッチに強い選手としても知られ、フェネルバフチェ相手に累計18得点、特に1959年の試合でゴールネットに穴を開けたゴールはサポーターの間で語り継がれている。まあ、ベシクタシュJK相手にも累計13得点を記録している。

## 代表歴
1954年にアンダー代表としての出場経験がある。
1955年12月18日のポルトガル代表との親善試合でA代表初出場を記録した。トルコ代表としては累計36試合19得点の記録を有している。

## 選手引退後
引退後はそのままガラタサライでアシスタントコーチに就任。同シーズンにトップチームの監督も務めた。その後、ブルサスポルの監督も経験した。
1991年9月13日、イスタンブールで交通事故のため、死亡した。

## 功績
彼の命日である9月13日には、イスタンブールにある彼の墓にガラタサライサポーターが毎年集まって追悼する文化が根付いている。また、ガラタサライの練習施設名はフロルヤ・メティン・オクタイ・テシスレリであり、彼の名前がつけられている。

## 個人成績
太字は得点王を表している。
| 1954-55  | イズミルスポル |          | イズミル     | 18       | 17       | -          | -          | 18       | 17       |
| 1955-56  | ガラタサライ   |          | イスタンブル | 17       | 19       | -          | -          | 17       | 19       |
| 1956-57  | ガラタサライ   |          | イスタンブル | 29       | 26       | -          | -          | 29       | 26       |
| 1957-58  | ガラタサライ   |          | イスタンブル | 26       | 29       | -          | -          | 26       | 29       |
| 1958-59  | ガラタサライ   |          | イスタンブル | 16       | 22       | -          | -          | 16       | 22       |
| 1959     | ガラタサライ   |          | 1部          | 15       | 11       | -          | -          | 15       | 11       |
| 1959-60  | ガラタサライ   |          | 1部          | 33       | 33       | -          | -          | 33       | 33       |
| 1960-61  | ガラタサライ   |          | 1部          | 30       | 36       | -          | -          | 30       | 36       |
| イタリア | イタリア       | イタリア | イタリア     | リーグ戦 | リーグ戦 | イタリア杯 | イタリア杯 | 期間通算 | 期間通算 |
| 1961-62  | パレルモ       |          | セリエA      | 12       | 3        | 0          | 0          | 12       | 3        |
| トルコ   | トルコ         | トルコ   | トルコ       | リーグ戦 | リーグ戦 | トルコ杯   | トルコ杯   | 期間通算 | 期間通算 |
| 1962-63  | ガラタサライ   |          | 1部          | 26       | 38       | 7          | 4          | 33       | 42       |
| 1963-64  | ガラタサライ   |          | 1部          | 32       | 18       | 6          | 7          | 38       | 23       |
| 1964-65  | ガラタサライ   |          | 1部          | 22       | 17       | 6          | 3          | 28       | 20       |
| 1965-66  | ガラタサライ   |          | 1部          | 26       | 19       | 5          | 1          | 31       | 20       |
| 1966-67  | ガラタサライ   |          | 1部          | 17       | 10       | 1          | 0          | 18       | 10       |
| 1967-68  | ガラタサライ   |          | 1部          | 27       | 18       | 6          | 3          | 33       | 21       |
| 1968-69  | ガラタサライ   |          | 1部          | 30       | 17       | 8          | 4          | 38       | 21       |
| 通算     | トルコ         | トルコ   | 1部          | 258      | 217      | 39         | 22         | 297      | 239      |
| 通算     | トルコ         | トルコ   | イズミル     | 18       | 17       | -          | -          | 18       | 17       |
| 通算     | トルコ         | トルコ   | イスタンブル | 86       | 94       | -          | -          | 86       | 94       |
| 通算     | イタリア       | イタリア | セリエA      | 12       | 3        | 0          | 0          | 12       | 3        |
| 総通算   | 総通算         | 総通算   | 総通算       | 374      | 331      | 39         | 22         | 413      | 353      |